# Parti progressiste-conservateur du Nouveau-Brunswick
 (avril 2022).
Si vous disposez d'ouvrages ou d'articles de référence ou si vous connaissez des sites web de qualité traitant du thème abordé ici, merci de compléter l'article en donnant les références utiles à sa vérifiabilité et en les liant à la section « Notes et références ».
Le Parti progressiste-conservateur du Nouveau-Brunswick (anglais : Progressive Conservative Party of New Brunswick) est un parti politique de centre droit dans la province canadienne du Nouveau-Brunswick.
Depuis les élections générales de 2024, le Parti progressiste-conservateur forme l'opposition officielle à l'Assemblée législative du Nouveau-Brunswick.

## Histoire

### 1860 à 2000
Le parti est originaire du Parti conservateur d'avant la Confédération canadienne, qui s'opposait au gouvernement responsable. Ses membres et partisans étaient surtout des Loyalistes soutenant la communauté d'affaires.
Durant les années 1860, le parti conservateur et le parti libéral sont divisés sur la question de la Confédération canadienne et sont remplacés par le parti de la confédération et le parti Anti-confédération.
En 1870, le parti de la confédération commence à être connu comme le parti libéral conservateur, ou simplement « parti conservateur », et s'aligne sur le parti conservateur fédéral de John A. Macdonald.
Le parti au pouvoir alterne conservateurs, aussi appelés tories en anglais, sont tour à tour au pouvoir. Le parti est traditionnellement red tory, c'est-à-dire que ses politiques sociales et fiscales sont au centre. Au cours de son histoire, le parti a surtout été populaire chez les anglophones, tandis que les Acadiens ont eu plutôt tendance à voter pour le parti libéral. Toutefois, les initiatives de Richard Bennett Hatfield et Bernard Lord pour intégrer davantage les Acadiens dans la politique provinciale ont eu pour effet de rendre le parti plus populaire en Acadie. En fait, même s'il est né au Québec, Bernard Lord est généralement considéré comme un Acadien, puisqu'il est francophone et qu'il a grandi à Moncton, où il a fait ses études en français.
Le parti conservateur du Nouveau-Brunswick avait tendance à aligner sa politique sur celui du parti conservateur du Canada. Lorsque celui-ci change de nom en Parti progressiste-conservateur du Canada en 1942, le parti néo-brunswickois fait de même. Le parti fédéral est dissous en 2003 pour être remplacé par un nouveau Parti conservateur du Canada. Le parti progressiste-conservateur du Nouveau-Brunswick n'a pas de liens officiels avec ce dernier mais plusieurs de ses membres, notamment Bernard Lord, supportent ouvertement ce parti. De plus, certains de ses membres ont été candidats aux élections fédérales ultérieures.

### 2000 à aujourd'hui
À la suite de la défaite du parti à l'élection de 2006, Bernard Lord démissionne de son poste de chef et de député de Moncton-Est le 13 décembre. Le 19, Jeannot Volpé, député de Madawaska-les-Lacs, devient chef par intérim. Le 18 octobre 2008, David Alward, député de Woodstock, est élu chef du Parti progressiste-conservateur lors de la course à la direction à Fredericton. Il a battu son seul adversaire, Robert MacLeod, par une marge de 2269 votes contre 1760.
Les progressistes-conservateurs ont remporté une majorité, avec 42 des 55 sièges lors de l'élection provinciale de 2010 et David Alward devient le 32e premier ministre du Nouveau-Brunswick. Bien que son gouvernement n'ait duré qu'un seul mandat, c'est le deuxième de l'histoire[De quoi ?] du Nouveau-Brunswick après Shawn Graham en 2010, lors de la défaite de l'élection provinciale de 2014. Le lendemain il annonce sa démission comme chef du parti, laissant le poste vacant jusqu'à ce que le député de Riverview Bruce Fitch devient chef du parti et chef de l'Opposition officielle sous l'intérimaire.
En 2016, Blaine Higgs est élu chef du parti.
Le 30 mars 2022, Kris Austin et Michelle Conroy ont annoncé leur démission en tant que membres de l'Alliance des gens du Nouveau-Brunswick afin de joindre le Parti progressiste-conservateur du Nouveau-Brunswick,.

## Chefs du parti
- Peter Mitchell (1866-1867)
- Andrew R. Wetmore (1867-1870)
- George Edwin King (1870-1871)
- George L. Hathaway (1871-1872)
- George Edwin King (1872-1878)
- John James Fraser (1878-1882)
- Daniel L. Hanington (1882-1892)
- Alfred Augustus Stockton (1892-1899)
- John Douglas Hazen (1899-1911)
- James Kidd Flemming (1911-1914)
- George Johnson Clarke (1914-1917)
- James Alexander Murray (1917-1920)
- John B. M. Baxter (1920-1921)
- Charles D. Richards (1921-1925)
- John B. M. Baxter (1925-1931)
- Charles D. Richards (1931-1933)
- Leonard P. D. Tilley (1933-1935)
- Frederick C. Squires (1935-1939)
- Hugh H. Mackay (1939-1948)
- Hugh John Flemming (1948-1960)
- Cyril Sherwood (1960-1966)
- Joseph Charles Van Horne (1966-1967)
- Richard Hatfield (1967-1987)
- Malcolm MacLeod (1987-1989) (intérim)
- Barbara Baird Filliter (1989-1991)
- Dennis Cochrane (1991-1995)
- Bernard Valcourt (1995-1997)
- Bernard Lord (1997-2007)
- Jeannot Volpé (2007-2008) (intérim)
- David Alward (2008-2014)[1]
- Bruce Fitch (2014-2016) (intérim)[1]
- Blaine Higgs (2016–2024)[2]
- Glen Savoie (depuis 2024) (intérim)